# Yūta Hayashi
Yūta Hayashi (林雄太?, Hayashi Yūta; ...) è un ex giocatore di football americano giapponese che ha giocato come wide receiver.